# Fútbol en Guatemala

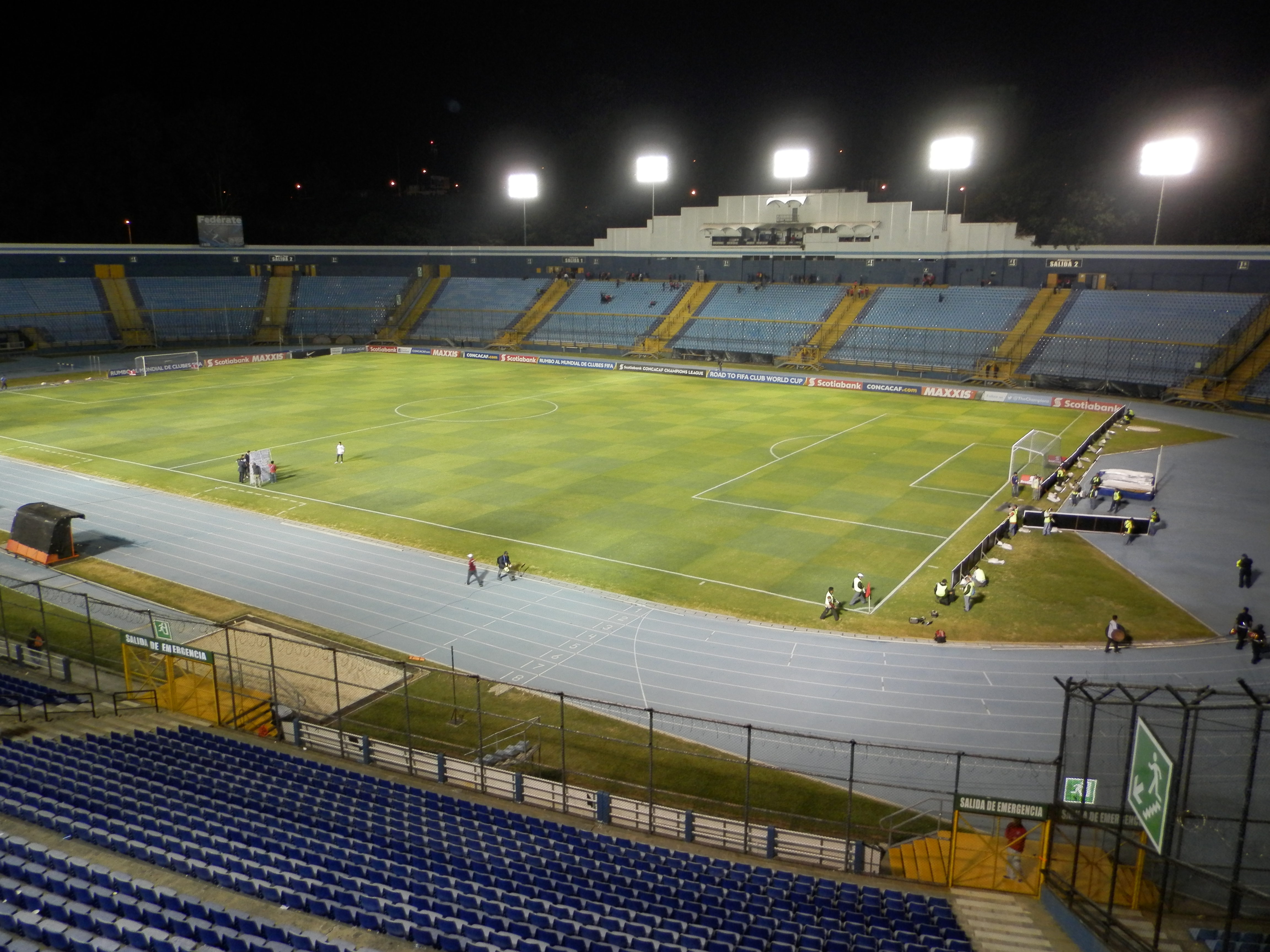
El Estadio Doroteo Guamuch Flores, en Ciudad de Guatemala (Guatemala).

El fútbol o balompié es el deporte más popular en Guatemala y está auspiciado por la Federación Nacional de Fútbol de Guatemala. La asociación administra la selección nacional de fútbol, así como la Liga Nacional de Fútbol de Guatemala.
La Liga Nacional de Fútbol de Guatemala es la máxima categoría del balompié profesional en este país. El campeonato tuvo sus inicios en 1919, algunos historiadores consideran como precursora a la Liga Capitalina, aunque en ese mismo año existía el Campeonato Nacional, que enfrentaba a equipos o combinados nacionales para determinar al campeón nacional, además desde 1931, el campeón de la Liga Capitalina competía en el Campeonato de la República con los campeones de las ligas de los departamentos de Guatemala, definiendo al campeón nacional; en 1942 se profesionalizó pasándose a llamar Campeonato de Liga.

## Torneos locales

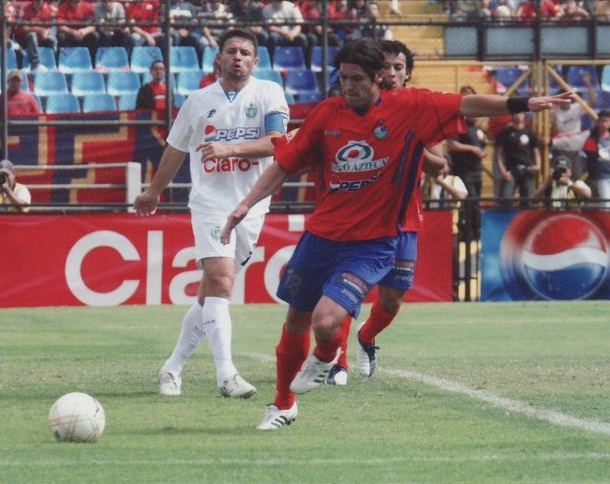
Una foto de la final del Torneo Apertura 2008 Municipal vs Comunicaciones

Los primeros equipos del país se crearon en la capital Ciudad de Guatemala, donde se fundó un segundo club de fútbol con Olympic FC a principios del siglo XX. Estos dos equipos iniciaron la primera competencia con la Copa Centroamericana entre el 28 de agosto y el 30 de octubre de 1904, y fueron encajados exclusivamente entre estos dos equipos, que compitieron diez veces entre sí. Con seis victorias y un empate contra tres derrotas, el joven sexoc FC ganó este primer partido. La segunda competencia tuvo lugar entre octubre de 1905 y febrero de 1906 y fue disputada por un total de tres equipos. Una vez más, el Olympic FC pasó, pero el Guatemala FC "defendió" el segundo lugar frente al recién incorporado equipo del Gay SC. Posteriormente, se disputaron otros torneos a partir de 1911 bajo el nuevo nombre Copa Manuel Estrada Cabrera. El primer torneo ganó el Gay SC, pero en los años 1913 y 1914 el Guatemala FC finalmente entró en la lista de ganadores.
Pronto el balompié alcanzó también la segunda urbe más grande del país, Quetzaltenango, donde se fundó el Quetzaltenango FC en mayo de 1906.
Ya en 1919 se lanzó la Liga Capitalina y se ganó el primer Campeonato Nacional, que ganó el Hércules FC. 
Con el establecimiento del Campeonato de Liga para la temporada 1942/43, se introdujo el fútbol profesional en Guatemala. Desde entonces, el balompié del país ha estado dominado por los dos principales rivales de la Ciudad de Guatemala, CSD Comunicaciones y CSD Municipal, quienes ya han ganado el título del campeonato 59 veces (hasta el final de la temporada 2019, Comunicaciones triunfó 30 veces, Municipal 31 veces). En el tercer lugar le sigue de larga distancia el Aurora FC, que también vive en la capital, y entre 1964 y 1992/93 un total de ocho veces llegó a ser campeón. El mejor equipo fuera de la capital es con cinco títulos el Club Xelajú MC de la segunda ciudad más grande del país, Quetzaltenango

## Competencias internacionales
El CSD Municipal ganó la Copa de Campeones de la Concacaf en 1974. Cuatro años después, el archirrival CSD Comunicaciones también ganó ese título continental. 
Comunicaciones llegó la final del primer torneo de la Copa de Campeones en 1962, donde cayó ante el vecino mexicano Chivas de Guadalajara y siete años después ante Cruz Azul. Municipal fue subcampeón en 1995 al quedar en segundo lugar de la cuadrangular final ante el costarricense Deportivo Saprissa . 

### Selección nacional
El primer y único título de Guatemala hasta la fecha fue ganar el Campeonato de Naciones de la Concacaf 1967 dejando en segundo lugar a México. Anteriormente fue subcampeón y dos años después volvió a ser segundo puesto por detrás de Costa Rica. 
Aún no se ha logrado la clasificación para una Copa Mundial de la FIFA, pero si ha asistido a los Juegos Olímpicos, esto en las ediciones de 1968, 1976 y 1988, logrando su mejor resultado en su primera participación llegando a los cuartos de final.

## Sistema de liga
| Nivel | Liga (s) / División (es)                                                                                         | Liga (s) / División (es)                                                                                         | Liga (s) / División (es)                                                                                         | Liga (s) / División (es)                                                                                         | Liga (s) / División (es)                                                                                         | Liga (s) / División (es)                                                                                         | Liga (s) / División (es)                                                                                         | Liga (s) / División (es)                                                                                         | Liga (s) / División (es)                                                                                         | Liga (s) / División (es)                                                                                         | Liga (s) / División (es)                                                                                         | Liga (s) / División (es)                                                                                         |
| ----- | --- | --- | --- | --- | --- | --- | --- | --- | --- | --- | --- | --- |
| 1     | Liga Nacional 12 clubes                                                                                          | Liga Nacional 12 clubes                                                                                          | Liga Nacional 12 clubes                                                                                          | Liga Nacional 12 clubes                                                                                          | Liga Nacional 12 clubes                                                                                          | Liga Nacional 12 clubes                                                                                          | Liga Nacional 12 clubes                                                                                          | Liga Nacional 12 clubes                                                                                          | Liga Nacional 12 clubes                                                                                          | Liga Nacional 12 clubes                                                                                          | Liga Nacional 12 clubes                                                                                          | Liga Nacional 12 clubes                                                                                          |
|       | ↓ ↑ 2 clubes | | | | | | | | | | | |
| 2     | Primera División 20 clubes divididos en 2 series de 10                                                           | Primera División 20 clubes divididos en 2 series de 10                                                           | Primera División 20 clubes divididos en 2 series de 10                                                           | Primera División 20 clubes divididos en 2 series de 10                                                           | Primera División 20 clubes divididos en 2 series de 10                                                           | Primera División 20 clubes divididos en 2 series de 10                                                           | Primera División 20 clubes divididos en 2 series de 10                                                           | Primera División 20 clubes divididos en 2 series de 10                                                           | Primera División 20 clubes divididos en 2 series de 10                                                           | Primera División 20 clubes divididos en 2 series de 10                                                           | Primera División 20 clubes divididos en 2 series de 10                                                           | Primera División 20 clubes divididos en 2 series de 10                                                           |
|       | ↓ ↑ 3 clubes | | | | | | | | | | | |
| 3     | Segunda División 40 clubes divididos en 5 series de 8 clubes                                                     | Segunda División 40 clubes divididos en 5 series de 8 clubes                                                     | Segunda División 40 clubes divididos en 5 series de 8 clubes                                                     | Segunda División 40 clubes divididos en 5 series de 8 clubes                                                     | Segunda División 40 clubes divididos en 5 series de 8 clubes                                                     | Segunda División 40 clubes divididos en 5 series de 8 clubes                                                     | Segunda División 40 clubes divididos en 5 series de 8 clubes                                                     | Segunda División 40 clubes divididos en 5 series de 8 clubes                                                     | Segunda División 40 clubes divididos en 5 series de 8 clubes                                                     | Segunda División 40 clubes divididos en 5 series de 8 clubes                                                     | Segunda División 40 clubes divididos en 5 series de 8 clubes                                                     | Segunda División 40 clubes divididos en 5 series de 8 clubes                                                     |
|       | ↓ ↑ 4 clubes | | | | | | | | | | | |
| 4     | Tercera División De 88 a 104 clubes (dependiendo de los inscritos) divididos en 13 series desde 5 hasta 8 clubes | Tercera División De 88 a 104 clubes (dependiendo de los inscritos) divididos en 13 series desde 5 hasta 8 clubes | Tercera División De 88 a 104 clubes (dependiendo de los inscritos) divididos en 13 series desde 5 hasta 8 clubes | Tercera División De 88 a 104 clubes (dependiendo de los inscritos) divididos en 13 series desde 5 hasta 8 clubes | Tercera División De 88 a 104 clubes (dependiendo de los inscritos) divididos en 13 series desde 5 hasta 8 clubes | Tercera División De 88 a 104 clubes (dependiendo de los inscritos) divididos en 13 series desde 5 hasta 8 clubes | Tercera División De 88 a 104 clubes (dependiendo de los inscritos) divididos en 13 series desde 5 hasta 8 clubes | Tercera División De 88 a 104 clubes (dependiendo de los inscritos) divididos en 13 series desde 5 hasta 8 clubes | Tercera División De 88 a 104 clubes (dependiendo de los inscritos) divididos en 13 series desde 5 hasta 8 clubes | Tercera División De 88 a 104 clubes (dependiendo de los inscritos) divididos en 13 series desde 5 hasta 8 clubes | Tercera División De 88 a 104 clubes (dependiendo de los inscritos) divididos en 13 series desde 5 hasta 8 clubes | Tercera División De 88 a 104 clubes (dependiendo de los inscritos) divididos en 13 series desde 5 hasta 8 clubes |